# Pro domo sua
A locução latina pro domo sua ou simplesmente pro domo tem o sentido de "em causa própria" e é usada com referência a alguém que defende com fervor uma causa própria ou que se exalta para fazer valer as próprias razões.

## História
A locução deriva de um discurso conhecido como Cicero pro domo sua ("Cícero em favor da sua casa"), pronunciado em 57 a.C., por Marco Túlio Cícero, contra Públio Clódio Pulcro.
Durante o exílio voluntário de Cícero, parte das suas propriedades no Palatino haviam sido confiscadas por Pulcro e consagradas à deusa Libertas. Ao retornar, Cícero reclama e obtém uma indenização de 2 milhões de sestércios para reconstruir sua casa. Entretanto a recuperação do terreno é problemática pois implica a destruição de um templo consagrado. Obstinado, Cícero pronuncia o discurso Pro domo sua — originalmente intitulado De domo sua ad pontifices ou "Sobre a própria casa, ao Colégio de Pontífices" — e, alegando vício de forma, obtém dos pontífices a cassação da consagração da área.
Clódio, por sua vez eleito edil, acusa-o de sacrilégio diante da assembleia e seus partidários atacam os operários que começavam os trabalhos de reconstrução, incendeiam a casa do irmão de Cícero e atacam a casa de Milão, aliado político de Cícero. Foi necessária a intervenção de Pompeu para restaurar a ordem e permitir a reconstrução da casa.